# Coțofana hoață
Coțofana hoață (în italiană La gazza ladra) este o operă semiseria (din italiană semiseria = semi-serioasă) în 3 acte de Gioachino Rossini după un libret de Giovanni Gherardini, bazat pe piesa de teatru "La pie voleuse, ou la servante de Palaiseau" de Théodore Badouin d'Aubigny și Louis-Charles Caigniez.  
Premiera operei a avut loc la „Teatro alla Scala” din Milano în ziua de 31 mai 1817.
Durata operei: cca 3 ore. 
Locul și anul de desfășurare al acțiunii: Paris, în jurul anului 1810.

## Personaje
- Fabrizio Vingradito, un fermier bogat (bas)
- Lucia, soția lui Fabrizio (mezzo-soprană)
- Gianetto, fiul lui, soldat (tenor)
- Ninetta, servitoarea familiei Vingradito (soprană)
- Fernando Villabella, tatăl Ninettei, soldat (bas)
- Gottardo Podestá, primar (bas)
- Giorgio, servitorul primarului (bas)
- Gregorio, conțopist (bas)
- Pippo, unui tânăr țăran în slujba lui Vingradito (alto)
- Ernesto, prietenul lui Fernando, soldat (bas)
- Prefectul și judecătorul (bas)
- Isacco, un negustor ambulant (tenor)
- Antonio, temnicer (tenor)
- Jandarmi, țărani și țărănci, servitori, funcționari și o coțofană.

## Introducere
Melodrama "Coțofana hoață" descrie povestea unei fiice tinere de la țară (Ninetta) condamnată la moarte pentru culpa de a fi furat argintăria unui fermier bogat (Fabrizio Vingradito). În ultima clipă este descoperit adevăratul „hoț”: o coțofană.